# Вентрикулосептальний дефект
Вентрикулосепта́льний дефе́кт, дефе́кт міжшлуночко́вої перегоро́дки (англ. Ventricular Septal Defect) — вроджена вада серця, при якій спостерігається анатомічний дефект у міжшлуночковій перегородці .

## Діагностика

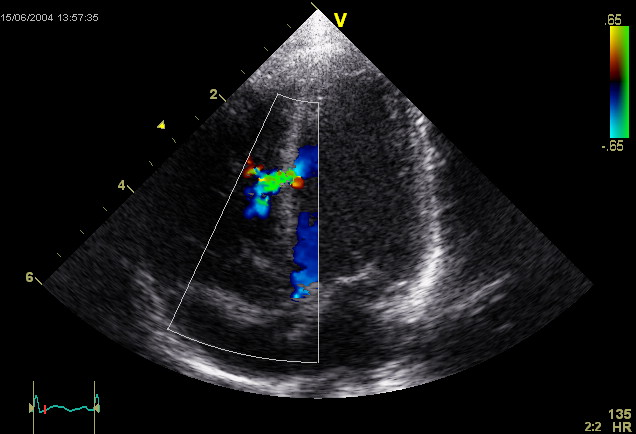
На зображенні, що зроблено за допомогою ехокардіографії в доплерівському режимі — видно Ветрикулосептальний дефект, що пропускає крізь себе «кольоровий струмінь» — скид крові з лівого шлуночка у правий.

- Ехокардіографія

## Лікування
- Хірургічне